# Protonált molekuláris hidrogén
| Protonált molekuláris hidrogén                                                                                  |                             |
| 3D-s térszerkezete                                                                                              |                             |
| Kémiai azonosítók                                                                                               |                             |
| CAS-szám | 28132-48-1                  |
| ChemSpider | 21865043                    |
| ChEBI | 30479                       |
| InChIKey | QWLPJNYQVKBMAN-UHFFFAOYSA-N |
| Gmelin | 249                         |
| Kémiai és fizikai tulajdonságok                                                                                 |                             |
| Kémiai képlet                                                                                                   | H+3                         |
| Moláris tömeg                                                                                                   | 3,02                        |
| Ha másként nem jelöljük, az adatok az anyag standardállapotára (100 kPa) és 25 °C-os hőmérsékletre vonatkoznak. |                             |

A protonált molekuláris hidrogén az univerzumban egyik legnagyobb mennyiségben előforduló ion, jele H+3. Stabil a csillagközi anyagban az alacsony sűrűség és az alacsony hőmérséklet miatt. Jelentős szerepet játszik a csillagközi anyag kémiájában. Megtalálták a Jupiter légkörében is. Ez a legegyszerűbb háromatomos molekula, mivel három protonból és két elektronból áll. Molekuláris hidrogénből a kozmikus sugárzás ionizációjának hatására keletkezik.

## Szerkezete
Alakja egy egyenlő oldalú háromszöghöz hasonlít, mindhárom oldal kötéshossza körülbelül 90 pm. A kötések erőssége a számítások szerint 4,5 eV (104 kcal/mol). A H+3 jó példa a delokalizált elektronok molekulastabilitáshoz való hozzájárulására.

A H_{3}^{+} szerkezete

## Keletkezése
A H+2 és H2 reakciójával jön létre:
{\displaystyle {\ce {H2+ + H2 -> H3+ + H}}}
A H+2 kozmikus sugarak hatására jön létre:
{\displaystyle {\ce {H2 + h\nu_1 -> H2+ + e- + h\nu_2}}}
A laboratóriumokban is hasonló módon állítják elő a H+3-t. Már viszonylag kis energiájú kozmikus sugárzás is képes ionizálni a H2-molekulát.

A H_{3}^{+} molekulapálya diagramja

## Reakciói
A H+3 nagyon reaktív molekula, sok vegyületnek ad át protont. Gyakran a CO-val reagál, amely jellemző a csillagközi anyagban:
{\displaystyle {\ce {H3+ + CO -> HCO+ + H2}}}
A reakcióban keletkező HCO+ a csillagközi tér kémiájában fontos molekula. Erősen poláris, és kimutatható a rádiócsillagászatban. 
A H+3 az atomos oxigénnel is reagál, ekkor HO+ és hidrogén keletkezik:
{\displaystyle {\ce {H3+ + O -> HO+ + H2}}}
Az HO+ reagál a hidrogénnel, ekkor H2O+ és oxóniumion keletkezik:
{\displaystyle {\ce {HO+ + H2 -> H2O+ + H}}}
{\displaystyle {\ce {H2O+ + H2 -> H3O+ + H}}}
Az utóbbi reakció a csillagközi felhőkben nem exoterm. Az oxóniumion hidrogénnel reakcióba lépve négy különböző komplexet alkothat: H2O + H, OH + H2, OH + 2H, és O + H2 + H. Ebben a reakcióban víz is keletkezik, amely a termék 5–33%-át teszi ki. Ez a reakció a csillagközi anyagban található víz fő forrását jelenti.

## Spektroszkópia
A H+3 forgási spektruma gyenge, ezért nehezen azonosítható. Az ultraibolya sugárzás lebontja a molekulát, azonban a rovibronos (infravörös) spektroszkópia lehetővé teszi a H+3 kimutatását egy vibrációs állapota, a ν2 aszimmetrikus állapot gyenge átmeneti dipólusa révén. Oka 1980-as spektrumának felfedezése óta több mint 900 abszorpciós vonalat azonosítottak az infravörös tartományban. A gázbolygók légköri megfigyelése során emissziós vonalakat is találtak. Ezeket molekuláris hidrogén megfigyelésével és az ahhoz nem tartozó vonalak elkülönítésével azonosították.

## Orto- és para-H+3

Orto-H_{3}^{+} és para-H_{2} ütközése

A H+3-nak két különböző magspinizomerje létezik, amelyek a protonok spinjében térnek el egymástól. 
A para-H+3-ban a három protonból kettő spinje 1/2, a harmadiké pedig -1/2. A para-H+3 magspinmomentuma 1/2. 
Az orto-H+3-ban mindhárom proton spinje megegyezik (mindegyiknek 1/2), így az orto-H+3 magspinmomentuma 3/2.
A sűrű csillagközi molekulafelhőkben a H+3 ütközhet H2-vel. Ekkor a H+3 protont adhat át a H2-nek, ami megváltoztathatja a két molekula magspinjét. Az orto-H2-ben a magspinmomentum 1, a para-H2-ben 0. Amikor egy orto-H+3 ütközik, és protont ad át egy para-H2-nek, a reakcióban para-H+3 és orto-H2 keletkezik.

## Fordítás
- Ez a szócikk részben vagy egészben  a   Trihydrogen cation című angol Wikipédia-szócikk ezen változatának fordításán alapul.  Az eredeti cikk szerkesztőit annak laptörténete sorolja fel. Ez a jelzés csupán a megfogalmazás eredetét és a szerzői jogokat jelzi, nem szolgál a cikkben szereplő információk forrásmegjelöléseként.